# ゴツプロ!
ゴツプロ!は、日本の劇団。2015年12月、ふくふくやのメンバー塚原大助が主宰して40代の男性俳優のみで旗揚げ。演出を女優の山野海が務め、竹田新名義で脚本も手がける。

## 所属している俳優
- 塚原大助
- 浜谷康幸
- 佐藤正和
- 泉知束
- かなやす慶行
- 渡邊聡
- 44北川

## 公演記録
| 公演年月            | タイトル                         | 会場                                                                      |
| ------------------- | -------------------------------- | ------------------------------------------------------------------------- |
| 2016年1月           | 第一回公演「最高のおもてなし」   | 下北沢・駅前劇場                                                          |
| 2017年1月           | 第二回公演「キャバレーの男たち」 | 下北沢・駅前劇場                                                          |
| 2018年1月・2月      | 第三回公演「三の糸」             | 東京公演 下北沢・本多劇場 大阪公演 近鉄アート館 台北公演 華山1914烏梅劇院 |
| 2019年1月・2月      | 第四回公演「阿波の音」           | 東京公演 下北沢・本多劇場 大阪公演 近鉄アート館 台北公演 華山1914烏梅劇院 |
| 2019年1月・2月・3月 | 第五回公演「狭間の轍」           | 東京公演 下北沢・本多劇場 大阪公演 近鉄アート館 台北公演 華山1914烏梅劇院 |

}